# 초코보의 불가사의 던전
《초코보의 불가사의 던전》은 스퀘어가 개발한 1997년 롤플레잉 비디오 게임이다. 스퀘어의 《파이널 판타지》와 춘소프트의 《불가사의 던전》과의 크로스오버 작품으로, 《파이널 판타지》에 등장하는 가상의 동물 '초코보'가 주인공이다. 플레이스테이션 플랫폼으로 개발돼 일본에서만 출시됐다.
1998년에 후속작 《초코보의 불가사의 던전 2》가 출시됐다. 1999년에 원더스완 이식판이 발매됐다.

## 개발 및 출시
《초코보의 불가사의 던전》은 스퀘어가 개발했다. 프로듀서는 나카무라 코이치가 담당했다.

## 흥행
1998년 중반에 《초코보의 불가사의 던전》는 판매량 1백만 장 이상을 달성해 소니에게 '플래티넘 프라이즈'를 수상받았다.

## 참조

### 내용주
1. ↑  일본어: チョコボの不思議なダンジョン